# Лозко, Галина Сергеевна
Гали́на Серге́евна Лозко́ (укр. Галина Сергіївна Лозко; родноверческое имя с 1994 — Волхвиня Зореслава; род. 3 февраля 1952, село Еланец Николаевской области) — украинский религиовед и этнолог, основательница и председатель украинского неоязыческого «Объединения родноверов Украины» (укр. Об'єднання рідновірів Україн, ОРУ).

## Биография
В 1969 году закончила Киевскую среднюю школу № 140.
В 1977 году окончила филологический факультет Киевского государственного университета им. Тараса Шевченко по специальности «филолог, преподаватель украинского языка и литературы». С 1995 года — издатель и главный редактор родноверческого журнала «Сварог. Философия. Этнология. Общество». В 1996 году, при отделении религиоведения Института философии имени Г. Сковороды НАН Украины, защитила диссертацию кандидата философских наук по теме «Украинское язычество как источник бытового религиозного синкретизма» (специальность 09.00.11 — религиоведение).
В 2002 году основала «Украинскую духовную академию родноверов», где является ректором. В 2001 году по случаю 10-летия независимости Украины учредила «Орден Святослава Храброго» как награду за успехи в возрождении «родной веры».
В 2007 году при кафедре религиоведения философского факультета Киевского национального университета имени Тараса Шевченко защитила диссертацию доктора философских наук по теме «Актуализация украинской этнорелигии в европейском контексте» (специальность 09.00.12 — украиноведение). Научный консультант — В. И. Лубский. Официальные оппоненты — Е. К. Дулуман, И. П. Мозговой, И. В. Огородник.
В разное время работала в Киевском политехническом институте (старший преподаватель кафедры украинского языка, литературы и культуры), Институте сухопутных войск Украины (старший преподаватель кафедры украиноведения), Государственной академии руководящих кадров образования Украины (доцент кафедры украиноведения), Киевском национальном университете культуры и искусств (профессор кафедры международных отношений), Киевский городской педагогический университет имени Бориса Гринченко (Профессор, заведующая кафедрой теории и истории культуры).
С сентября 2012 года — профессор кафедры социологии Черноморского государственного университета имени Петра Могилы.

## Неоязыческая деятельность
Является наиболее известной (по ряду своих книг) современной последовательницей Владимира Шаяна в Украине. Считает его своим «великим Волхвом» и учителем. Разработала концепцию «этнорелигиозного ренессанса». На основе фольклорно-этнографических и астрономических данных составила неоязыческий календарь «Круг Сварога». Создала дохристианский славянский «Именослов» на 2,5 тысячи имён. Исследовала и переводила «Велесову книгу». В отличие от Шаяна и многих других украинских националистов, Лозко считает, что украинцев веками угнетают не русские, а «семитская монотеистическая идея, выступающая антиподом арийскому политеизму». Лозко выпустила молитвенное пособие «Православ», в котором последней из десяти «языческих заповедей» была «Не связывайтесь с евреями».
Была инициирована главой «Общины святой украинской веры» Мирославом Сытником в Гамильтоне (Канада). После распада Советского Союза Лозко в 1993 году в Киеве создала «Православию», первую организацию в Украине, придерживающуюся политеистического неоязычества Шаяна. Лозко также запустила такие проекты, как Центр возрождения украинской культуры «Свитовид», Школа родной веры, Музей «Велесовой книги» (1996—1998) и журнал «Сварог». Для координации деятельности по всей Украине Лозко в 1998 году стала соучредителем зонтичной организации «Объединение родноверов Украины» (ОРУ). В 2001 году ОРУ было официально зарегистрировано как языческая религиозная организация. ОРУ включает в себя ряд местных общин и предприняло попытку установить регулярные календарные праздники. Принимало активное участие в неоязыческой межконфессиональной деятельности Европейского конгресса этнических религий. В своём учредительном заявлении от 1998 года «Объединение родноверов Украины» во главе с Лозко утверждало, что многие мировые проблемы проистекают из «смешения этнических культур», которое привело к «разрушению этносферы», являющейся неотъемлемой частью биосферы Земли.

## Литературная деятельность
Писатель, член Национального союза писателей Украины с 2003 года; публицист — автор более 100 статей в журналах и научных сборниках.

## Публикации
- Lozko H. S. Rodzima wiara ukrainska. – Wroclaw, Polska, 1997. – 125 s.
- Іменослов. Імена слов’янські, історичні та міфологічні. — К.: Редакція часопису „Сварог”, 1998. — 176 с.
- Волховник: карби язичницького віровчення. — Серія: „Пам`ятки релігійної думки України-Русі”. – К.: Вид-во „Сварог” — „Такі справи”, 2001. – 144 с.
- Етнологія України. Філософсько-теоретичний та етнорелігієзнавчий аспект. — К., АртЕК, 2002. — 304 с.
- Велесова Книга — волховник. Серія: „Пам`ятки релігійної думки України-Русі”. Літературний переклад і релігієзнавчий коментар Г.Лозко. — Вінниця: Континент-Прим, 2004. — 504 с.
- Коло Свароже. Відроджені традиції. – К.: Український письменник, 2004. — 222 с.
- Українське народознавство. – К.: Вид-во „АртЕК”, 2004. — 472 с.
- Європейський етнорелігійний ренесанс: витоки, сутність, перспективи (на матеріалі відродження етнорелігій у європейських країнах). – К.: Вид-во „Такі справи”, 2006. – 424 с.
- Пробуджена Енея: Європейський етнорелігійний ренесанс. — Харків: Див, 2006. – 464 с.

- Велес // Релігієзнавчий словник. За ред. проф. А. Колодного, Б. Лобовика. – К., 1996. – С. 54 ISBN 966-529-005-3
- Відьма // Релігієзнавчий словник. За ред. проф. А. Колодного, Б. Лобовика. – К., 1996. – С. 61 ISBN 966-529-005-3
- Віщуни // Релігієзнавчий словник. За ред. проф. А. Колодного, Б. Лобовика. – К., 1996. – С. 65 ISBN 966-529-005-3
- Вогнепоклонство // Релігієзнавчий словник. За ред. проф. А. Колодного, Б. Лобовика. – К., 1996. – С. 65 ISBN 966-529-005-3
- Волхви // Релігієзнавчий словник. За ред. проф. А. Колодного, Б. Лобовика. – К., 1996. – С. 67 ISBN 966-529-005-3
- Волховник // Релігієзнавчий словник. За ред. проф. А. Колодного, Б. Лобовика. – К., 1996. – С. 67 ISBN 966-529-005-3
- Дажбог // Релігієзнавчий словник. За ред. проф. А. Колодного, Б. Лобовика. – К., 1996. – С. 86 ISBN 966-529-005-3
- Диявол // Релігієзнавчий словник. За ред. проф. А. Колодного, Б. Лобовика. – К., 1996. – С. 94 ISBN 966-529-005-3
- Дідько // Релігієзнавчий словник. За ред. проф. А. Колодного, Б. Лобовика. – К., 1996. – С. 94 ISBN 966-529-005-3
- Домовик // Релігієзнавчий словник. За ред. проф. А. Колодного, Б. Лобовика. – К., 1996. – С. 97 ISBN 966-529-005-3
- Замовляння // Релігієзнавчий словник. За ред. проф. А. Колодного, Б. Лобовика. – К., 1996. – С. 119 ISBN 966-529-005-3
- Купайло // Релігієзнавчий словник. За ред. проф. А. Колодного, Б. Лобовика. – К., 1996. – С. 175 ISBN 966-529-005-3
- Лісовик // Релігієзнавчий словник. За ред. проф. А. Колодного, Б. Лобовика. – К., 1996. – С. 179 ISBN 966-529-005-3
- Мавка // Релігієзнавчий словник. За ред. проф. А. Колодного, Б. Лобовика. – К., 1996. – С. 183 ISBN 966-529-005-3
- Перевертень // Релігієзнавчий словник. За ред. проф. А. Колодного, Б. Лобовика. – К., 1996. – С. 237 ISBN 966-529-005-3
- «Православ`я» // Релігієзнавчий словник. За ред. проф. А. Колодного, Б. Лобовика. – К., 1996. – С. 255 ISBN 966-529-005-3
- Рідна Віра // Релігієзнавчий словник. За ред. проф. А. Колодного, Б. Лобовика. – К., 1996. – С. 283 ISBN 966-529-005-3
- Світовид // Релігієзнавчий словник. За ред. проф. А. Колодного, Б. Лобовика. – К., 1996. – С. 293 ISBN 966-529-005-3
- Стрибог // Релігієзнавчий словник. За ред. проф. А. Колодного, Б. Лобовика. – К., 1996. – С. 322 ISBN 966-529-005-3
- Язичництво // Релігієзнавчий словник. За ред. проф. А. Колодного, Б. Лобовика. – К., 1996. – С. 387 ISBN 966-529-005-3
- Яровит // Релігієзнавчий словник. За ред. проф. А. Колодного, Б. Лобовика. – К., 1996. – С. 388 ISBN 966-529-005-3
- Українське язичництво // Мала енциклопедія етнодержавознавства. – Національна академія наук України. Інститут держави і права ім. В.М. Корецького. – Під редакцією академіка УАПН Ю. І. Римаренка. – К.: Ґенеза – Довіра, 1996. – С. 33 ISBN 966-507-016-9
- Етнічна дерматогліфіка // Мала енциклопедія етнодержавознавства. – Національна академія наук України. Інститут держави і права ім. В.М. Корецького. – Під редакцією академіка УАПН Ю. І. Римаренка. – К.: Ґенеза – Довіра, 1996. – С. 57-58 ISBN 966-507-016-9
- Етнічні складники українського характеру // Мала енциклопедія етнодержавознавства. – Національна академія наук України. Інститут держави і права ім. В. М. Корецького. – Під редакцією академіка УАПН Ю. І. Римаренка. – К.: Ґенеза – Довіра, 1996. – С. 62 ISBN 966-507-016-9
- Етнографія в Україні // Мала енциклопедія етнодержавознавства. – Національна академія наук України. Інститут держави і права ім. В. М. Корецького. – Під редакцією академіка УАПН Ю. І. Римаренка. – К.: Ґенеза – Довіра, 1996. – С. 93-94 ISBN 966-507-016-9
- Мова і національна психологія // Мала енциклопедія етнодержавознавства. – Національна академія наук України. Інститут держави і права ім. В. М. Корецького. – Під редакцією академіка УАПН Ю. І. Римаренка. – К.: Ґенеза – Довіра, 1996. – С. 128 ISBN 966-507-016-9
- Палеоантропологія // Мала енциклопедія етнодержавознавства. – Національна академія наук України. Інститут держави і права ім. В. М. Корецького. – Під редакцією академіка УАПН Ю. І. Римаренка. – К.: Ґенеза – Довіра, 1996. – С. 131 ISBN 966-507-016-9
- Проблема первісного субстрату // Мала енциклопедія етнодержавознавства. – Національна академія наук України. Інститут держави і права ім. В. М. Корецького. – Під редакцією академіка УАПН Ю. І. Римаренка. – К.: Ґенеза – Довіра, 1996. – С. 137-139 ISBN 966-507-016-9
- Соматична антропологія // Мала енциклопедія етнодержавознавства. – Національна академія наук України. Інститут держави і права ім. В. М. Корецького. – Під редакцією академіка УАПН Ю. І. Римаренка. – К.: Ґенеза – Довіра, 1996. – С. 147 ISBN 966-507-016-9
- Соціопсихічні складники українського характеру // Мала енциклопедія етнодержавознавства. – Національна академія наук України. Інститут держави і права ім. В. М. Корецького. – Під редакцією академіка УАПН Ю. І. Римаренка. – К.: Ґенеза – Довіра, 1996. – С. 160-161 ISBN 966-507-016-9
- Українська етноніміка // Мала енциклопедія етнодержавознавства. – Національна академія наук України. Інститут держави і права ім. В. М. Корецького. – Під редакцією академіка УАПН Ю. І. Римаренка. – К.: Ґенеза – Довіра, 1996. – С. 476 ISBN 966-507-016-9
- Етногеографічне районування в Україні // Мала енциклопедія етнодержавознавства. – Національна академія наук України. Інститут держави і права ім. В. М. Корецького. – Під редакцією академіка УАПН Ю. І. Римаренка. – К.: Ґенеза – Довіра, 1996. – С. 663-664 ISBN 966-507-016-9
- Атрофія національного почуття // Мала енциклопедія етнодержавознавства. – Національна академія наук України. Інститут держави і права ім. В. М. Корецького. – Під редакцією академіка УАПН Ю. І. Римаренка. – К.: Ґенеза – Довіра, 1996. – С. 672 ISBN 966-507-016-9
- Гіпертрофія національного почуття // Мала енциклопедія етнодержавознавства. – Національна академія наук України. Інститут держави і права ім. В. М. Корецького. – Під редакцією академіка УАПН Ю. І. Римаренка. – К.: Ґенеза – Довіра, 1996. – С. 672 ISBN 966-507-016-9
- Д. М. Овсянико-Куликівський // Мала енциклопедія етнодержавознавства. – Національна академія наук України. Інститут держави і права ім. В. М. Корецького. – Під редакцією академіка УАПН Ю. І. Римаренка. – К.: Ґенеза – Довіра, 1996. – С. 869 ISBN 966-507-016-9
- Релігійна святково-обрядова культура давніх українців;  // Історія релігії в Україні у 10 т. / Редкол.: А. Колодний (голова) та ін. – К.: Укр. центр духовної культури, 1996 – 1998. – Т. 1. – С. 126 – 150;
- Двовір`я в українській релігійності // Історія релігії в Україні у 10 т. / Редкол.: А. Колодний (голова) та ін. – К.: Укр. центр духовної культури, 1996 – 1998. – Т. 1. – 273 – 305.
- Релігієзнавство та українознавчі дисципліни // Рідна школа. Щомісячний науково-педагогічний журнал. – К., 1997. – № 1.
- Українське Рідновір’я і сучасність // Християнство в контексті історії і культури України: Матеріали першої Міжнародної наукової конференції 28 – 29 листопада. – К., 1997. – С. 85 – 86.
- Український Олімп // Хрестоматія з української літератури. – Укл.: Жебка І., Жебка М. – К.: Наукова думка, 1997. – С. 75 – 97
- Володимир Шаян – основоположник відродження Рідної Віри // Християнство і духовність. Збірник матеріалів другої міжнародної наукової конференції циклу наукових конференцій „Християнство: історія та сучасність”. – К.: Знання, 1998. – С. 178 – 184
- Велесова Книга (Святе Письмо українців) // Рідні джерела. Науково-методичний часопис для вчителів української діаспори й України. К., 1999, № 4. — С. 20 — 30.
- Велесова Книга як культова пам`ятка української етнорелігії // Історія релігій в Україні. – Т. 1. – Львів: Логос, 1999. – С. 203 – 206
- Різдво Сонця непереможного // Українська культура. – 2000. – № 1 – С. 34 – 35
- Українське язичництво // Академічне релігієзнавство. За науковою редакцією проф. А.Колодного. – К.: Світ знань, 2000. – С. 446 – 452
- Язичницькі святині Медоборів на туристській карті України // Наукові записки КІТЕП. Щорічник. Випуск 1. – К.: Український центр духовної культури, 2001. – С. 130 – 147
- Етнорелігія як наукове поняття: дефініції “знання” і “віри”, “природного” і “надприродного” // Українське релігієзнавство. Бюлетень Української Асоціації релігієзнавців і Відділення релігієзнавства Інституту філософії ім. Г.С. Сковороди НАН України. — К., 2001.— С. 3 — 12
- Етнічні та надетнічні релігії: світоглядні протилежності та проблеми співіснування // Філософія, культура, життя. — Міжвузівський збірник наукових праць. – Випуск 11. — Дніпропетровськ, 2001. — С. 188 — 199
- Проблеми врегулювання міжконфесійних відносин (на прикладі релігійного життя громад Рідної Віри і Рунвіри в Україні) // Екуменізм і проблеми міжконфесійних відносин в Україні / За загальною редакцією А. Колодного, П. Яроцького, О. Сагана. — К.: Гнозис, 2001. — С. 249 — 258
- Наукова реконструкція календаря етнічної віри українців // Товстуха Є. Фітоетнологія українців. – К., 2002. – С. 345–351
- Рунвізм як рудимент монотеїстично-християнського світогляду // Філософські обрії. Науково-теоретичний часопис НАН України. Інститут філософії імені Г.С. Сковороди – Полтавський державний педагогічний університет ім. В.Г. Короленка. – Полтава, 2002. – № 8. – 165 – 183
- Сакральна символіка птахів в українській етнорелігії // Минуле і сучасне Волині й Полісся: народна культура – шлях до себе. Матеріали Волинської обласної науково-етнографічної конференції, 10 – 11 квітня 2003 р., м. Луцьк. – Збірник наукових праць. – Луцьк, 2003. – С. 94 – 98
- Релігійні вірування трипільців на матеріалі археологічних джерел // Трипільська цивілізація у спадщині України. Матеріали наукової конференції, присвяченої 110-річчю відкриття Трипільської культури, Київ, 30–31 травня 2003 р. – К.: Видавничий центр „Просвіта”, 2003. – С. 223 – 230
- У истоков Родной Веры // Атеней. Русский международный журнал. – 2003. – № 3 – 4. – С. 41 – 47.
- Сакральна символіка птахів в українській етнорелігії // Минуле і сучасне Волині й Полісся: народна культура – шлях до себе. Матеріали Волинської обласної науково-етнографічної конференції, 10 – 11 квітня 2003 р., м. Луцьк. – Збірник наукових праць. – Луцьк, 2003. – С. 94 – 98
- Релігійні вірування трипільців на матеріалі археологічних джерел // Трипільська цивілізація у спадщині України. Матеріали наукової конференції, присвяченої 110-річчю відкриття Трипільської культури, Київ, 30–31 травня 2003 р. – К.: Видавничий центр „Просвіта”, 2003. – С. 223 – 230
- Религия трипольцев // Атеней. Русский международный журнал. – 2004. – № 6. – С. 78 – 81.
- Ренесанс язичництва. Етнорелігійні рухи в країнах Європи // Політика і час. – К., 2004. – №1. – С. 89 – 96
- Коло Свароже як філософська парадигма виходу із суспільної кризи // Український світ. – К., 2005.– № 7–9. – С. 40– 42
- Під знаменами Рідної Віри. Релігійні аспекти воєн князя Святослава // Політика і час. – К., 2005. – № 11. – С. 85–93
- Слов`янська етнічна релігія і Велесова Книга // Велесова Книга – пам`ятка української культури: Матеріали Всеукраїнської конференції «Велесова Книга – пам`ятка української культури» / Міністерство Освіти і Науки України; Київський Міжнародний університет. – Київ, 2005. – С. 34–43
- Этнорелигия как естественная альтернатива глобализации и ассимиляции славян // Культура XXI века. Четвёртый международный конгресс-фестиваль мировой и национальных культур. – Под ред. В.Н.Пруса. – Ялта, 2005. – С.91–94
- Переоцінка духовно-релігійних цінностей українськими мислителями ХІХ – ХХ століть // Актуальні проблеми історії, теорії та практики художньої культури. Збірник наукових праць. – Міністерство культури та туризму України. Державна академія керівних кадрів культури і мистецтв. Київський національний університет імені Тараса Шевченка. –Вип. ХVІІ. – К.: Міленіум, 2006. – С. 164 – 173
- Арійський політеїзм і семітський монотеїзм як пара світоглядних протилежностей // Діалог цивілізацій. Матеріали Четвертої Всесвітньої наукової конференції. – К., 2006. – С.168 – 175
- Компаративні засади вивчення ведійсько-українських світоглядних паралелей // Культура і сучасність: Альманах. Міністерство культури та туризму України. Державна академія керівних кадрів культури і мистецтв.– К.: Міленіум, 2006. – № 2. – С. 5–11
- Україна в контексті європейського етнорелігійного ренесансу // На перехрестях світової науки. – Матеріали ІІІ міжнародної наукової конференції „Вікно в європейську науку”. – Чернівці, 20-21 травня 2006 р. – С. 112–115.
- Коло Свароже як етнічна парадигма Часу // Етнос. Культура. Духовність: Матеріали Міжнародної науково-практичної конференції „Інноваційні моделі розвитку туристичної інфраструктури України. Буковинське та світове старообрядництво: історія, культура, туризм”. –Чернівці, 23-24 вересня 2006. – Ч. 2. – С. 136–145.
- Християнська етика як підґрунтя релігійного фанатизму // Вісник національного технічного університету України “Київський політехнічний інститут”. Філософія. Психологія. Педагогіка: Зб. Наукових праць. – К.: ІВЦ “Політехніка”, 2008. – № 1 (22) . – С. 31–34.

- Хліб в обрядах Кола Сварожого // Сварог. – К., 1998. – Вип. 7. – С. 40–47.
- Священний смисл Присяги на тлі суспільного хаосу // Сварог. – 2003. – Вип. 13 – 14. – С.17 – 22 (0,5 др.а.).
- Мировоззрение славян в контексте идеи Вечного Возвращения // Славянское Вече-2. – Минск, 2003. – С. 206 – 218.
- Христианство как инструмент глобализации // Славянское Вече-3. – Минск, 2005. – С. 156–173.
- Лозко Г. С. (Волхвиня Зореслава). Таємні механізми ідеологічної боротьби з рідною вірою // Персонал. – К., 2006. – №4. – С. 42–47.

- Українське язичництво. — К., Український центр духовної культури.-1994.- 98 с.
- Волховник. — К., Український центр духовної культури.-1994.- 16 с.
- Правослов. Молитви до Рідних Богів. — К., НКТ «Світовид», 1995. — 94 с.
- Коло Свароже. Набір художніх святкових листівок Рідної Віри. Наукова реконструкція Г.Лозко; художники: Віктор Крижанівський, Петро Качалаба, Олена Гайдамака. — К.: Такі справи, 2006.
- Рідна читанка. Для середнього шкільного віку. — Вінниця, «Континент-Прим», 2007. — 64 с.